# Leif Edling
Leif Edling (Suécia, 6 de agosto de 1963) é um baixista e compositor da banda de doom metal Candlemass.
A sua primeira banda chamava-se Trilogy, em que ele cantava sob o nome de Toxic. Tocou também numa banda chamada Witchcraft.
Em 1982 formou a banda Nemesis, que pouco tempo depois se dissolveu, para dar lugar à banda Candlemass.
Em 1995 ele gravou um disco com o Abstrakt Algebra e em 2002 formou o Krux. Atualmente, além destas, ele também toca na banda Avatarium.

## Discografia

### com Nemesis
- Day of Retribution −1984

### com Candlemass
- Epicus Doomicus Metallicus – 1986
- Nightfall – 1987
- Ancient Dreams – 1988
- Tales of Creation – 1989
- Live – 1990 (ao vivo)
- Chapter VI – 1992
- Dactylis Glomerata – 1998
- From the 13th Sun – 1999
- Doomed for Live - Reunion 2002 – 2003 (CD ao vivo duplo)
- Candlemass – 2005
- King of the Grey Islands – 2007
- Candlemass 20 Year Anniversary (DVD, 2007)
- Lucifer Rising  – 2008 (EP)
- Death Magic Doom – 2009
- Psalms for the Dead – 2012

### com Abstrakt Algebra
- Abstrakt Algebra – 1995
- Abstrakt Algebra II – 2008

### com Krux
- Krux – 2003
- II  – 2006
- III – He Who Sleeps Amongst The Stars – 2011

### Solo
- Songs of Torment, Songs of Joy – 2008

### com Avatarium
- Moonhorse – 2013 (12")
- Avatarium  – 2013 (CD, double LP)
- All I Want – 2014 (12")
- The Girl With The Raven Mask - 2015 (CD, double LP)